# Joseph Jadrejak
Joseph Jadrejak, właśc. Joseph Jadrzejczak (ur. 20 lutego 1918 w Gladbeck we Niemczech, zm. 24 listopada 1990 w Saint-André-lez-Lille we Francji) – francuski piłkarz i trener, polskiego pochodzenia. Grał na pozycji obrońcy.

## Życiorys
Przeniósł się do Francji wraz z rodziną, gdy miał dwa lata.
W sezonie 1969/1970, Jadrejak powrócił jako trener Lille OSC, zastępując Daniel Langrand.

## Osiągnięcia
- Mistrzostwo Francji: 1946
- Zdobywca Pucharu Francji: 1946, 1947, 1948
- Finalista Pucharu Francji: 1941